# Makawe otamatuakeke
Makawe otamatuakeke är en kräftdjursart som beskrevs av Duncan 1994. Makawe otamatuakeke ingår i släktet Makawe och familjen tångloppor. Inga underarter finns listade i Catalogue of Life.